# 彼得罗·鲁塔
彼得罗·鲁塔（義大利語：Pietro Ruta，1987年8月6日—），意大利男子赛艇运动员。他曾代表意大利参加2012年、2016年和2020年夏季奥林匹克运动会赛艇比赛，获得一枚铜牌。